# Rudnik (Slesia)
Rudnik (così anche in tedesco; dal 1936 al 1945 Herrenkirch) è un comune rurale polacco del distretto di Racibórz, nel voivodato della Slesia.
Ricopre una superficie di 73,94 km² e nel 2004 contava 5 207 abitanti.